# Transit
Transit (також відома як NAVSAT — «Navy Navigation Satellite System») — перша в світі супутникова система навігації. Головним користувачем системи були ВМФ США для забезпечення інформацією про точні координати своїх ПЧАРБ Поларіс, вона також використовувалася як навігаційна система надводних суден флоту, а також для гідрографічних та геодезичних досліджень. Transit безперервно надавала послуги навігації з 1964 року, спочатку для підводних човнів «Полярис», а потім і для цивільних потреб.

## Історія

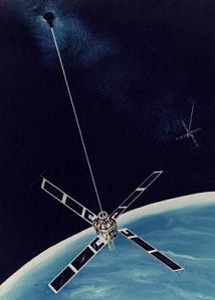
КА Transit в роботі

Система почала розроблятися в США в 1958 році. Розробка спонсорувалася ВМФ, а велася спільно агентством DARPA і Лабораторією прикладної фізики Університету Джона Гопкінса під керівництвом доктора Річарда Кершнера (англ. Richard Kirschner). Координати розраховувалися на основі прийому і виділення доплерівського зсуву частоти передавача одного з 6–7 навігаційних космічних апаратів. При цьому останній знаходився в полі видимості приблизно протягом 40 хвилин. У вересні 1959 року на орбіту виведено перший навігаційний штучний супутник цієї системи Transit 1A. Цей супутник не зміг досягти орбіти. Другий супутник Transit 1B був успішно запущений 13 квітня 1960 року за допомогою ракети-носія Thor-Ablestar. Перші успішні тести системи пройшли в 1960 році, а в 1964 року вона вступила в експлуатацію для забезпечення навігації американських атомних ракетних підводних човнів класу «Джордж Вашингтон» і навігаційного забезпечення пуску з цих човнів балістичних ракет «Поларіс». Маса НКА — 56 кг. Робочі частоти — 400 і 150 МГц. Недоліком системи було охоплення всієї території Землі й обмежений час доступу до системи.
Визначення координат базувалося на ефекті Доплера. Супутники оберталися по відомій траєкторії, віщали на відомій частоті. До приймача ж доходив сигнал іншої частоти (в цьому і є суть ефекту). По зсуву частот сигналів від декількох супутників вираховувалося розташування. Супутники дозволяли визначати розташування в кожній точці земної кулі кожні півтори години з точністю до 200 метрів. Супутникова система Transit проіснувала до 1996 року.
Роком народження Глобальної системи позиціонування (Navstar Global Positioning System, більш відоме як скорочення GPS) можна вважати 1973, коли Міністерство оборони США започаткувало процес уніфікації навігаційних систем (різні відомства працювали над різними системами, які були несумісні).
Для комерційного використання ця система була надана в 1967 році, причому число цивільних споживачів незабаром істотно перевищило число військових. Громадська система забезпечувала досить високу точність визначення координат для повільно рухомих і стаціонарних об'єктів (одиниці метрів при геодезичних роботах). До кінця 1975 року на кругових навколоземних орбітах (висота близько 1000 км) перебувало 6 НКА.
В наш час система використовується лише для проведення досліджень іоносфери.